# فيل تايلور (طبال)
فيل تايلور (بالإنجليزية: Phil Taylor)‏ هو طبال بريطاني، ولد في 21 سبتمبر 1954 في تشيسترفيلد في المملكة المتحدة، وتوفي في 11 نوفمبر 2015 في لندن في المملكة المتحدة بسبب مرض الكبد.

## وصلات خارجية
- فيل تايلور على موقع IMDb (الإنجليزية)
- فيل تايلور على موقع ميوزك برينز (الإنجليزية)
- فيل تايلور على موقع أول ميوزيك (الإنجليزية)
- فيل تايلور على موقع أول ميوزيك (الإنجليزية)
- فيل تايلور على موقع ديسكوغز (الإنجليزية)
- فيل تايلور على موقع قاعدة بيانات الفيلم (الإنجليزية)